# 得救見證
得救見證，是基督教（含天主教、東正教、新教）中，基督徒關於選擇相信耶穌的原因、過程、經歷、轉變及體會。一些教會會要求洗禮者寫一篇得救見證，部分基督教神學院也會要求，申請人申請入學需交一篇得救見證。
常見的得救見證，包括一些因信基督信仰而出現的宗教經驗，如祈禱後疾病得醫治的經歷、或因信神而感到樂觀或快樂、成功告靠福音戒毒、成功靠福音戒癮等，偶爾也包括一些特殊的經驗，如瀕死經驗，以及一些個人認為聖經上的耶穌是真神的論點或論據，如創造論或智能設計論常見的論點、聖經的可靠性等。
不過值得一提是，科學界普遍共識是，現時沒有科學證據證明上帝存在或不存在，更沒有足夠的科學證據證明耶穌是神。即使創造論或智能設計論，也不被主流科學界普遍接納為達到科學標準要求的科學理論。根據薩根標準，超凡的主張，需要有超凡的證據，耶穌是神是超凡主張，然而，得救見證普遍不能看為證明耶穌是神的「超凡證據」。得救見證一般可視作為軼事證據，但不是科學證據。